# Корнилов, Александр Алексеевич (историк)
Алекса́ндр Алексе́евич Корни́лов (род. 3 июня 1964, Горький, СССР) — российский историк, регионовед, арменовед. Доктор исторических наук, профессор. Директор Центра по изучению проблем мира и разрешению конфликтов при Нижегородском государственном университете (ННГУ) имени Н. И. Лобачевского. Заместитель председателя Нижегородского отделения Императорского Православного Палестинского Общества.

## Биография
В 1986 году окончил историко-филологический факультет Горьковского государственного университета.
В 1986—1988— стажёр-исследователь, с 1988 года — преподаватель, затем доцент кафедры международных отношений ННГУ.
В 1987—1988 годах — стажировался в Иордании, в 1992 году — в США, в 1994—1995 в Сирии.
В 1990 году защитил диссертацию на соискание учёной степени кандидата исторических наук по теме «Роль экспертно-аналитических учреждений в выработке внешней политики Государства Израиль (1982—1986)».
В 1996 году защитил диссертацию на соискание учёной степени доктора исторических наук по теме «Роль Давида Бен-Гуриона в разработке и осуществлении внешней политики Государства Израиль».
В 1999 года создал и возглавил Лабораторию по изучению русского зарубежья при Нижегородском университете.
В 1999 году присвоено учёное звание профессора.
Профессор и заведующий кафедрой зарубежного регионоведения и локальной истории Института международных отношений и мировой истории ННГУ имени Н. И. Лобачевского.
Член Учёного Совета института стратегических исследований ННГУ имени Н. И. Лобачевского.
Член редакционного совета журнала «Вестник Нижегородского Университета».
Член диссертационного совета ННГУ имени Н. И. Лобачевского.
Руководитель Центра арменоведения ННГУ имени Н. И. Лобачевского.
Руководитель группы экспертов неправительственной организации Фонд стратегической инициативы (г. Нижний Новгород), руководитель Нижегородского отделения Ассоциации израильских исследований, учёный секретарь и заместитель председателя Нижегородского отделения Православного Палестинского Общества, член Европейской ассоциации по изучению мира (Бонн, ФРГ), член Международной ассоциации просветителей за мир.
Владеет английским языком и ивритом.
Основные направления исследований включают в себя история международных отношений, процесс принятия внешнеполитических решений великих держав, история и современное состояние внешней политики Государства Израиль, эволюция арабо-израильского конфликта, конфликты на территории СНГ, теория и практика современного миротворчества.
Ответственный редактор альманаха об Армении и армянской диаспоре «НАИРИ».

## Награды
- «А member in Good Standing» (Международная ассоциация просветителей за мир, 1997 г.)[5].

## Научные труды

### Монографии
- Документальная история арабо-израильского конфликта: хрестоматия. — Нижний Новгород: ННГУ, 1991. — 178 с. — ISBN 5-230-04060-2. (соавторы: О. А. Колобов, А. А. Сергунин)
- Парламентаризм: зарубежный опыт: монография. — Нижний Новгород: [б. и.], 1991. — 53 с. — ISBN 5-230-04066-1. (соавторы: О. А. Колобов, А. А. Сергунин)
- Процесс принятия внешнеполитических решений: исторический опыт США, государства Израиль и стран Западной Европы. — Н. Новгород: Издательство Нижегородского университета, 1992. — 235 с. — ISBN 5-230-04139-0. (соавторы: О. А. Колобов, А. С. Макарычев, А. А. Сергунин)
- Основы политологии: учебное пособие. — Н. Новгород, 1992.
- Между войной и миром. О процессе принятия внешнеполитических решений в Государстве Израиль (1948—1993 гг.). Монография. — Н. Новгород: Издательство ННГУ, 1994.
- Меч и плуг Давида Бен-Гуриона / Главная редакция восточной литературы изд-ва «Наука». — Н. Новгород: Издательство ННГУ, 1996. — 218 с. — ISBN 5-85746-181-2.
- Риза светлая. Жизнеописание митрофорного протоиерея о. Евгения Лызлова. Материалы к 50-летию основания храма во имя иконы Божией Матери «Всех Скорбящих Радосте». — Филадельфия — Н. Новгород, 1998.
- Соединённые Штаты Америки и международный терроризм. Монография. — Н. Новгород: ИСИ ННГУ, 1999. — 350 с. (соавторы: С. И. Грачёв, О. А. Колобов)
- «Пропавшие без вести»: Жизнь и творчество прихожан храма во имя иконы Божьей Матери «Всех скорбящих Радосте» в г. Филадельфия, США: Материалы к 50-летию основания храма. — Н. Новгород: Нижегородское отделение Императорского Православного Палестинского Общества, 1999. — 96 с.
- Преображение России. О православном возрождении на оккупированных территориях СССР (1941—1944 гг.). (Монография). — Н. Новгород: Исторический факультет ННГУ, 2000. — 192 с.
- Россия — США — НАТО: динамика современных взаимоотношений и возможности преодоления кризиса доверия / кол. авт. Колобов О. А., Корнилов А. А., Балуев Д. Г., Гаврилов В. А., Рыхтик М. И. и др.; под общ. ред. О. А. Колобова. — М.—Н. Новгород: АВН РФ РАЕАС ИСИ ННГУ, 2000.
- Российско-армянские отношения: Исторический опыт, стратегические вызовы и перспективы. — Н. Новгород—Ереван, 2001.
- Духовенство перемещённых лиц. Биографический словарь. — Н. Новгород, 2002. — 119 с.
- Современные турецко-российские отношения: проблемы сотрудничества и проблемы развития. — Нижний Новгород—Стамбул: ИСИ ННГУ, 2004. (соавторы: О. А. Колобов, Ф. Озбай)
- На службе эмиграции. Духовенство лагеря перемещённых лиц Фишбек. — Нижний Новгород: НИЦ «Русской зарубежье», 2004. — 40 с.
- Безопасность превыше всего: концепции внешней политики и национальной безопасности Государства Израиль. — Н. Новгород: ННГУ имени Н. И. Лобачевского, 2005. — 140 с. — ISBN 5-85746-833-7.
- На реках австрийских. Духовенство лагерей перемещённых лиц Парш и Келлерберг (1945—1952 годы). — Нижний Новгород: Издательство ННГУ, 2006. — 115 с.
- Основы религиоведения: учебное пособие. — Н. Новгород, 2009.
- Религии региона. — Н. Новгород: ННГУ имени Н. И. Лобачевского, 2013. — 305 с. Архивировано 28 июля 2014 года. (соавтор: А. Г. Браницкий)

### Статьи
- Middle east policy of Russia under president Medvedev // Strategy, geopolitik Istanbul SU Bahar, 2011. — № 1. — P. 54-64. (соавтор: Kolobov O. A.)
- Политическое лидерство в Турции, Иране и Израиле: сравнительный анализ // Вестник Бурятского университета. Серия 6 «Философия. Социология. Политология. Культурология». 2011. — № 6. — С. 183—187. (соавтор: Сулейманов А. В.)
- Отставка руководителя СНБ Израиля Узи Арада и ее влияние на процесс формирования внешней политики // Нижегородский журнал международных исследований. Весна — лето 2011. — 2011. — С. 76-79.
- Российско-турецкое сотрудничество по укреплению безопасности в регионе Закавказья: проблемы эффективности // Центр стратегических исследований мудрецов. Стамбул, Турецкая Республика. № 17.05.2011. 2011. — С. 1-9.
- Российская интеллигенция и мир перемещенных лиц стран Европы // Интеллигенция и мир. 2011. — № 1. — С. 19-36.
- Динамика закавказской политики иранского президента М. Ахмадинежада // Вестник Российского университета дружбы народов. Серия Международные отношения. 2011. — № 6. Т. 1. — С. 23-29. (соавтор: Матвеев А. С.)
- Новые публикации о современной Турции // Wise Men Center for Strategic Studies. Istanbul. 2011. — Т. 1. — С. 1.
- Russia-EU Summit: Some Progress, Some Differences // Wise Men Center for Strategic Studies. Istanbul. № 18.06.2011. V. 1. 2011. — P. 1-4. (соавтор: Kolobov O.A.)
- Проблемы организации церковной жизни в лагере перемещенных лиц Шляйсгайм (1945—1950 гг.) // Макарьевские чтения. Материалы девятой международной конференции (21-23 ноября 2010 года). Редакционно-издательский отдел Горно-Алтайского государственного университета. 391 с. 2011. — С. 254—261.
- Решение армянских меликов о политической ориентации на Россию и его последствия // Армения в диалоге цивилизаций. Материалы международной научной конференции 28 апреля 2011 года. — Нижний Новгород: Деком, 2011. — Том 1. — 208 с. — С. 34-38.
- Religious Identity and Tolerance in the Framework of Human Security in the Balkans // National and Inter-Ethnic Reconciliation, Religious Tolerance and Human Security in the Balkans. Proceedings of the Sixth ECPD International Conference. Brioni Islands, Croatia, 28-29 October 2010. — Belgrade: 2011. European Center for Peace and Development, UN University of Peace, Vol. 1. 313 pages. 2011. — P. 48-49.
- Деятельность экспертно-аналитических учреждений Испании в области анализа проблем этнополитической безопасности // Вестник Нижегородского университета им. Н. И. Лобачевского. 2012. — № 3 (2). — С. 111—118. (соавтор: Цымбалова А. Е.)
- Иранская политика в отношении Армении: основные направления прагматического партнерства // Регион и мир. Научно-аналитический журнал. — Ереван. 2012. — № 1. — С. 4-10. (соавтор: Матвеев А. С.)
- Структура и особенности функционирования баскского национального освободительного движения // Вестник Нижегородского университета им. Н. И. Лобачевского. 2012. — № 4 (1). — С. 341—346. (соавтор: Цымбалова А. Е.)
- Турция и региональные проблемы в публикациях Центра стратегических исследований Бильгесам // Восточный фактор (Приложение к Нижегородскому журналу международных исследований). 2012. — С. 77-82.
- Дипломатия России в период президента В. В. Путина: новые акценты // Wise Men Center for Strategic Studies. Istanbul. Т. 10. 2012. — С. 1-10.
- Дипломатия Президента РФ В. Путина 2012 г. на Ближнем Востоке: возрастание фактора «мягкой силы» // Wise Men Center for Strategic Studies. Istanbul. № 02.07.2012. — С. 1-7.
- Роль интеллигенции в процессе формирования немецкого национального самосознания: вклад И. Г. Фихте // Интеллигенция и мир. 2012. — № 1. — С. 78-88. (соавтор: Рогожин А. П.)
- Профессиональный анализ и стратегический прогноз в изданиях Бильгесам // Wise Men Center for Strategic Studies. Istanbul. № 2102. Т. 1. 2012. — С. 1-5.
- Российский ответ на кризис 2011 г. в Сирии: поиск адекватных технологий // Wise Men Center for Strategic Studies. Istanbul. № 02.01.2012. Т. 1. 2012. — С. 1-6.
- Russia and Iran in Turbulent International relations // Wise Men Center for Strategic Studies. Istanbul. № 25 January 2012. V. 1. 2012. — P. 1-7.
- С верой в Сион духовный, Иерусалим Небесный: Палестинское Общество в Нижнем Новгороде // Православный Палестинский сборник (Имперсторское Православное Палестинское Общество), выпуск 108, М.: Индрик, 2012—248 с. № 108. 2012. — С. 173—177. (соавтор: Колобов О. А.)
- Деятельность российской эмигрантской интеллигенции в обществе «Беседа», г. Филадельфия (США) // Интеллигенция и мир. 2012. — № 3. — С. 38-59. (соавтор: Грачев С. И.)
- Геополитика современных российско-армянских отношений и ее влияние на проект «Новый Великий Шелковый Путь» // Цивилизационный вклад Армении в историю Шелкового Пути. Материалы международной научной конференции, 21-23 ноября 2011 г. Ереван. 2012. — С. 254—269.
- Религиозное просвещение как фактор профилактики терроризма // Концепция противодействия терроризму в Российской Федерации. Комплексный подход к формированию и функционированию системы противодействия распространению идеологии терроризма. Сборник тезисов III Всероссийской научно-практической конференции 18-19 октября 2012 года. Москва. РГУ нефти и газа им. И. М. Губкина, том 2. 178 с. — 2012. — С. 56-59.
- Духовенство Русского Корпуса в лагере «перемещенных лиц» Келлерберг (Австрия), 1945—1950 годы // Труды II Международных исторических чтений, посвященных памяти профессора Генерального штаба генерал-лейтенанта Николая Николаевича Головина (1875—1944). Белград, 10-14 сентября 2011 года. Сборник статей и материалов. — Санкт-Петербург: Скрипториум, 2012. — 432 с. — 2012. — С. 122—138.
- Волнения на Арабском Востоке 2011 года: сложные вопросы и предположительные ответы // Зарубежное регионоведение. Проблемы теории и практики: материалы научной конференции.. Н. Новгород: ННГУ, ФМО, 2012. — 198 с. — С. 5-8.
- Благоразумный разбойник как исповедник и мученик за Христа: размышления в условиях глобализации // Иерусалимский вестник Императорского Православного Палестинского Общества. — Иерусалим: Иерусалимское отделение ИППО. Выпуск I. 2012. — ISBN 978-965-7392-29-4. 2012. — С. 138—142.
- Полемика секретаря Императорского Православного Палестинского Общества А. А. Дмитриевского и сенатора Е. П. Ковалевского о научной деятельности Палестинского Общества // Иерусалимский вестник Императорского Православного Палестинского Общества. — Иерусалим: Иерусалимское отделение ИППО. Выпуск II. 2012. — ISBN 978-965-7392-45-4. — С. 39-44.
- Закавказская политика президента Ирана М. Ахмадинежада // Зарубежное регионоведение. Проблемы теории и практики: материалы научной конференции / под общ. ред. О. А. Колобова. — Н. Новгород; ФМО, 2012. — 198 с. — Н. Новгород: — Н. Новгород; ФМО, 2012. — 198 с. — С. 33-40. — (соавтор: Матвеев А. С.)
- Идея исламского государства в политической идеологии и программе организации «Хизбулла» // Вестник Российского университета дружбы народов. Серия Международные отношения. 2013. — № 1. — С. 28-33. (соавтор: Беренкова Н. А.)
- Православное духовенство от Латвии до Америки // Церковь и время. Научно-богословский и церковно-общественный журнал. Июль-Сентябрь 2013. — № 3. Т. LXIV. — С. 237—242.
- «Сложное мышление» и его применение в изучении зарубежных регионов // Зарубежное регионоведение. Проблемы теории и практики. Материалы научной конференции. — Н. Новгород: ННГУ; ФМО, 2013. — 257 с. — С. 5-12.
- Влияние внутренних факторов на формирование внешней политики президента Ирана Махмуда Ахмадинежада // Вестник Нижегородского университета им. Н. И. Лобачевского. 2013. — № 4 (1). — С. 304—308. (соавтор: Матвеев А. С.)
- The Role of Ethnic Minorities in the Domestic Politics of the South Caucuses // Bilgesam. Wise Men Center for Strategic Studies. Istanbul. № 10 November. 2013. — P. 1-4.
- Деятельность Вендлингенской общины православных беженцев в послевоенной Германии // Вестник ПСТГУ. Серия История Русской православной церкви. 2013. — № 3 (52). Т. 2. — С. 62-77.
- Публикация архивного каталога по истории Русского Зарубежья // Вестник ПСТГУ. Серия История Русской православной церкви. 2013. — № 2 (51). — С. 137—142.
- The Valdai Speech of President Putin: Forming a New Russian Foreign Policy Identity // Bilgesam. Wise Men Center for Strategic Studies. Istanbul. № 07 October 2013. 2013. — P. 1-7.
- Pragmatic Friendship in the UK-Turkey Relations // Avrasia Inclelemeleri Dergisi (AVID) — Journal of Eurasian Studies, University of Istanbul. № II/1. 2013. — P. 39-63. (соавтор: Alexandra Kononova)
- Идея исламского государства в политической идеологии и программе организации Хезболла // Вестник Российского университета дружбы народов. Серия Международные отношения. 2013. — № 1. — С. 28-33. (соавтор: Беренкова Н. А.)
- Military Build-up of Armenia and Russian Policy Opportunities in Transcaucasia // Wise Men Center for Strategic Studies. Istanbul. № 11 April 2013. — P. 1-7.
- Musa Qasimli, USSR-Turkey: From the Coup d’état Till the Collapse (1980—1991) // BİLGE STRATEJİ (Istanbul, Turkey). 2013. — № 8. — V. 5. — P. 181—184.
- Musa Qasimli, USSR-Turkey: From Normalization of Relations Till New Cold War (1960—1979) // BİLGE STRATEJİ (Istanbul, Turkey). 2013. — № 8. V. 5. — P. 185—188.
- Усиление военного потенциала Армении и позиции России в Закавказье // Центр стратегических исследований мудрецов Bilgesam (Турция). Официальный сайт. (Дата публикации: 21.02.2013). 2013. — С. 1-8.
- Русское православное духовенство в столице Третьего Рейха, 1944—1945 годы: состав, особенности служения и послевоенная судьба // Труды III Международных исторических чтений, посвященных памяти профессора, Генерального штаба генерал-лейтенанта Николая Николаевича Головина (1875—1944). — Санкт-Петербург, 18-20 октября 2012 года. — СПб.: Скрипториум, 2013. — 592 с. — С. 515—532.
- Армянское духовное присутствие в библейских землях // Армянский Иерусалим. Повествование паломников. Нижний Новгород: Кварц. — 160 с. — 2013. — С. 3-7.
- Деятельность русского зарубежного монашества в XX в.: попытка систематизации биографических материалов рец.: Кузнецов В. А. Русское православное зарубежное монашество в XX веке: Биографический справочник.- Екатеринбург: Барракуда, 2014. — 442 с.: илл // Вестник Православного Свято-Тихоновского гуманитарного университета. Серия История Русской православной церкви. 2014. — № 5 (60). — С. 169—172.
- Динамика асимметричного конфликта Государства Израиль с радикальными организациями Сектора Газа (2009—2012 гг.) // Вестник Российского университета дружбы народов. Серия Международные отношения. 2014. — № 3. — С. 124—132. (соавтор: А. А. Ермаков)
- Дебаты политиков и экспертов Государства Израиль по вопросам национальной безопасности // Вестник Российского университета дружбы народов. Серия Международные отношения. 2014. — № 2. — С. 64-74.
- Is the International System Moving to New Yalta-Potsdam Agreements? // Bilgesam. Wise Men Center for Strategic Studies. Istanbul/Bilgesam Analysis/International Politics. № 1160. 2014. — P. 1-4.
- Особенности боевых действий Армии обороны Израиля против ливанской организации «Хезболла» в асимметричном конфликте 2006 г. // Вестник Нижегородского университета им. Н. И. Лобачевского. № 2. Т. Часть. 2014. — С. 308—314. (соавтор: Ермаков А. А.)
- Russian-Egyptian Relations as a Part of the President Putin Strategy // Bilgesam. Wise Men Center for Strategic Studies/ Bilgesam Analysis/ Russia. № 1152. 2014. — P. 1-3.
- Роль Форин Офис в процессе формирования внешней политики Великобритании (период министерства У. Хейга) // Вестник Санкт-Петербургского университета. Серия 6. Философия. Культурология. Политология. Право. Международные отношения. № 3. 2014. — С. 135—141. (соавтор: Бугров Д. Ю.)
- Церковный голос России // Российская история (Старое название Отечественная история). 2014. — № 2. — С. 193—195.
- Архимандрит Димитрий (Биакай): жизнь и служение в послевоенной Германии // Иерусалимский Вестник Императорского Православного Палестинского Общества. 2014. — № V-Vi. — С. 217—225.
- The Eurasian Union: New Horizons and New Questions // Bilgesam. Wise Men Center for Strategic Studies. Istanbul/ Bilgesam Analysis/Caucasus. No. 1143. 11 July 2014. — № 1143. — P. 1-4.
- Post-Crimea. The Perceptions of Russian Decision-Makers // Bilgesam. Wise Men Center for Strategic Studies. Istanbul/ Bilgesam Analysis. Russia. 23 May 2014. № 1133. 2014. — P. 1-3.
- Архипастырь мятежного XX века Рец.: Гаврилин А. В. Под покровом Тихвинской иконы. Архипастырский путь Иоанна (Гарклавса). СПб.: Алаборг; Тихвин: Издательская служба Тихвинского монастыря. 2009 (Серия «Странствия Чудотворной») // Вестник ПСТГУ. Серия История Русской православной церкви. 2014. — № 2 (57). — С. 145—149.
- К вопросу о дефиниции «терроризм» // Вестник ННГУ им. Н. И. Лобачевского. 2014. — № 3. — С. 242—245. (соавтор: Грачев С. И.)
- The Russian Institute of Strategic Studies: The Organizational Dimension // Bilge Strateji. № 6. V. 10. 2014. — P. 13-25. (соавтор: Kononova A. A.)
- Russian-Egyptian Cooperation: Implications for the Region // Bilgesam. Wise Men Center for Strategic Studies. Istanbul/ BILGESAM Analysis/Middle East. No.1121. 12.03.2014. 2014. — P. 1-7.
- Ближневосточная стратегия Государства Израиль в турбулентных международных отношениях: инновационные подходы // Традиции и инновации в международно-политическом процессе: региональное и глобальное измерение. Материалы международной научной конференции (Нижний Новгород, 24-26 июня 2013 г.). — Издательство Нижегородского госуниверситета, 2014. 566 с. — С. 30-40.
- Региональные СМИ на перекрестках миграционных потоков // История и политика. Региональная интеграция, региональная идентичность и устойчивое развитие в сравнительной перспективе. Материалы IX Международного симпозиума. Н. Новгород: НИУ РАНХиГС, 2014. — 248 с. — С. 227—228.
- Коллекция документов британского Министерства по делам колоний в Библиотеке Асада (Дамаск): происхождение, комплектование, описание, источниковая ценность // III Международная научная конференция «Архивное востоковедение». Материалы конференции. М.: Институт востоковедения РАН, 2014. — 144 с. — С. 74-75.
- Диаспоральные и конфессиональные организации в контексте разработки и реализации политики управления миграционными процессами и интеграции мигрантов на федеральном и региональном уровнях // Сборник материалов о деятельности администрации города Нижнего Новгорода в сфере этноконфессиональных отношений. Нижний Новгород: Администрация Нижнего Новгорода, 2014. — 80 с. . — С. 43-50. (соавтор: Шмелев А. П.)
- Метафизика Великой войны // Дамаскин. Журнал Нижегородской духовной семинарии. Нижний Новгород, 2015. — № 2 (31). — С. 61-79. (соавтор: Егоров Г. В., Дорофеев Ф. А., Строгецкий В. М., Семикопов Д. В.)
- Внешняя политика и геополитическая стратегия России в отношении Ирана на примере ситуации вокруг Каспийского моря // Исторические, философские, политические и юридические науки, культурология и искусствоведение. Вопросы теории и практики. 2015. — № 11-2 (61). — С. 55-57. (соавторы: Боев Э. Б., Хосейнзадех В.)
- Russia and the Middle East in 2015—2016. Main Results of the Year and Expectations for 2016 // Russia Direct. December 2015. — № 25. — P. 22-27.
- Жизнь тыловой епархии в годы Великой Отечественной войны. Рец. на: Архимандрит Тихон (Затёкин). Нижегородская епархия и Великая Отечественная война. Издательский отдел Нижегородской епархии при Вознесенском Печерском монастыре, 2015 // Вестник Православного Свято-Тихоновского гуманитарного университета. Серия История Русской православной церкви. 2015. — № 5 (66). — С. 143—147.
- Общественно-политическая деятельность первой леди Азербайджанской Республики Мехрибан Алиевой // Вестник Нижегородского университета им. Н. И. Лобачевского. 2015. — № 4. — С. 9-14. (соавтор: Ахмедова Ф. М.)
- Military Involvement in Syria: Regional and Global Opportunities for Russia // Bilgesam Wise Center for Strategic Studies. Bilgesam Analysis/ International Politics. 3 November 2015. № 1258. 2015. — P. 1-6.
- Büyük Avrasya: Rusya Uzmanları Arasında Bir Tartışma // Bilge Adamlar Stratejik Arastirmalar Merkezi/ BILGESAM Analiz/ Rusya. 30 Ekim 2015. № 1256. 2015. — P. 1-7.
- Центр арменоведения Нижегородского госуниверситета: основные направления деятельности и перспективы развития // Armenological Issues Bulletin/ Institute for Armenian Studies, Yerevan State University. 2015. — № 2 (5). — С. 155—163.
- Дебаты экспертов о дефиниции «терроризм» // Научно-практический бюллетень НАК. 2015. — № 1 (37). — С. 207—215. (соавтор: Грачев С. И.)
- Деятельность Послов Республики Армения в Иране: биографическое измерение // Регион и мир. Научно-аналитический журнал. Общественный институт политических и социальных исследований Черноморско-Каспийского региона. — Ереван. № 1-2. 2015. — С. 21-26. (соавтор: Сафарян Д. Н.)
- Российско-иранские отношения в период Президента Махмуда Ахмадинежада // Вестник Бурятского государственного университета. Серия Философия, Социология, Политология, Культурология. — № 6. 2015. — С. 103—107. (соавтор: Руми Ф.)
- История жизни архиерея Русской Зарубежной Церкви в мемуарном источнике. Рец.: Легкая И. И. Летающий архиерей. НП «Посев», 2014. // Вестник ПСТГУ. Серия 2: История. История Русской Православной Церкви. 2015. — № 2 (63). — С. 159—163.
- Russia and Turkey Moving Closer: the View of Russian Experts // Bilgesam Analysis/ Russia. 7 April 2015// Wise Men Center for Strategic Studies, Istanbul, Turkey. № 1202. 2015. — P. 1-3.
- Некоторые проблемы формирования и развития армянской диаспоры во Франции // 21st Century. Информационно-аналитический журнал. Журнал фонда «Нораванк». Ереван, Армения. 2015. — № 2(35). — С. 97-106. (Акопян Э. Г.)
- President Putin Executive Office and Foreign Policy Making Process // Bilgesam Analysis/ Russia. No. 1191. 27 February 2015// Wise Men Center for Strategic Studies, Istanbul, Turkey. № 1191. 2015. — P. 1-5.
- Russian Defense Minister Visits to Iran and India: Continued Rotation to the East // Bilgesam Analysis/ Russia. No. 1183. 29 January 2015// Wise Men Center for Strategic Studies, Istanbul, Turkey. № 1183. 2015. — P. 1-5.
- Complex Networks of Russian Foreign Policy or Moving on Towards a Pole of Influence // Bilgesam Analysis/ Russia. No. 1213. 13 May 2015 // Wise Men Center for Strategic Studies. Istanbul, Turkey. 2015. — P. 1-4.
- Think Tanks of Turkey and Russian Foreign Policy Studies // Bilgesam Analysis/ International Politics. 27 August 2015 // Bilgesam. Wise Men Center for Strategic Studies. Istanbul, Turkey. № No. 1244. 2015. — P. 1-6.
- Greater Eurasia: A Debate by Russian Experts // Bilgesam. Wise Men Center for Strategic Studies. Bilgesam Analysis/ Russia. No. 1227. 2 July 2015. № 1227. 2015. — P. 1-7.
- «Терроризм»: проблемные аспекты поиска универсального определения // Сборник Института ФСБ России. Нижний Новгород. 2015. — № 31. — С. 31-38. (соавтор: Грачёв С. И.)
- Изучение каждого монастыря открывает новую страницу истории Церкви // Вестник ПСТГУ. Серия История Русской православной церкви. 2015. — № 3 (64). — С. 152—157.
- Приоритеты деятельности национально-культурных объединений Нижегородской области: значение для гармонизации межэтнических отношений // Международная научно-практическая конференция «Гармонизация межнациональных отношений в условиях глобального общества». ХХ-ая Нижегородская сессия молодых ученых. Гуманитарные науки: Материалы докладов. — Княгинино: НГЦЭУ. 2015. — С. 29-30.
- Экспертно-аналитические центры Турции и потенциал их влияния на развитие отношений с Россией // Россия и Турция в новой мировой политической среде. Материалы Третьей международной конференции экспертов-тюркологов. МГИМО МИД России, г. Москва, 27 марта 2015 г. — М.: ИМИ МГИМО МИД России. — 254 с. 2015. — С. 117—125.
- Межкультурный диалог русской эскадры на греческом Корфу и в арабской Бизерте // Культура моря — культура человечества в диалоге цивилизаций. Тезисы международной научной конференции. — Ереван: Институт истории Национальной академии наук Республики Армения, Клуб морских исследований «Айас». — 68 с. — 2015. — С. 17-19.
- Региональные приоритеты внешней политики России как отражение нелинейных стратегических подходов // Зарубежное регионоведение: проблемы теории и практики. Материалы VII Международной научной конференции 6 ноября 2014 года. Сборник статей. Под ред А. А. Корнилова и др. — Н. Новгород: ННГУ им. Н. И. Лобачевского, 2015. — 212 с. — С. 5-12.
- Письма «канадского миссионера» игумена Амвросия (Коновалова) основателю Ново-Дивеевского монастыря о. Адриану Рымаренко // Макарьевские чтения: Материалы X международной научной конференции (25-27 ноября 2015 года). РИО Горно-Алтайского государственного университета. 408 с. — 2015. — С. 144—153.
- Опыт исторической реконструкции в агиографии святителя Серафима (Соболева). Рец. на: Кострюков А. А. Пламень огненный. Жизнь и наследие архиепископа Серафима (Соболева). — М.: Изд-во Сретенского монастыря, 2015 // Вестник ПСТГУ. Серия 2: История. История Русской Православной Церкви. 2016. — № 6 (73). — С. 148—152.
- Новый этап палестино-израильского противостояния // Азия и Африка сегодня. № 11. 2016. — С. 24-28. (соавторы: Рыжов И. В., Ермаков А. А.)
- Педагогическая интеллигенция и духовенство лагеря перемещенных лиц Менхегоф // Интеллигенция и мир. 2016. — № 2. — С. 40-54. (соавтор: Кинстлер А. В.)
- Израиль: война на два фронта // Азия и Африка сегодня. 2016. — № 6. — С. 18-21. (соавтор: Ермаков А. А.)
- Возможности адаптации концептуального опыта Израиля во внешней политике Республики Армении // Регион и мир. Научно-аналитический журнал. Ереван (Армения). 2016. — № 1. — С. 15-20.
- Новая монография об историческом пути и миссии Русской Зарубежной Церкви. Рец. на: Кострюков А. А. Русская Зарубежная Церковь в 1939—1964 гг.: Административное устройство и отношения с Церковью в Отечестве. М.: Изд-во ПСТГУ, 2015 // Вестник ПСТГУ. Серия 2: История. История Русской Православной Церкви. 2016. — № 2 (69). — С. 155—159.
- Системное единство международной позиции мусульманского сообщества в стратегии ОИС // XII Фаизхановские чтения. Мечеть как центр единения уммы, образовательной и социальной работы. Материалы международной научно-образовательной конференции (Нижний Новгород, 27-29 августа 2015 г.). — Москва: Издательский дом «Медина». 486 с. 2016. — С. 171—181.
- Влияние нравственных ценностей на формирование антитеррористического мировоззрения молодежи России // Национальная безопасность в современной России: стратегия противодействия экстремизму и терроризму перспективы преодоления глобальных проблем. Материалы Всероссийской научной конференции (Саранск, 20-21 октября 2016 г.) в двух томах. Том второй. — Саранск: Издатель Афанасьев В. С., 2016. — 248 с. — 2016. — С. 78-82.
- Комплексное изучение глобальной истории и межкультурных связей — локомотив гуманитарного образования в ННГУ. // На пути к глобальному университету. 100. лет ННГУ: Сборник статей. Н.Новгород: Н.Новгород: Изд-во ННГУ, 2016. — 503 с. — ISBN 978-5-91326-358-2. 2016. — С. 383—397. (соавторы: Рыхтик М. И., Маслов А. Н., Жерновая О. Р., Лычагин А. И., Грибов Н. Н. )
- Сравнительный анализ деятельности национальных объединений и автономий Нижегородской области: значение для межкультурного диалога // Культура диалога культур: постановка и грани проблемы. — М.: КАНОН+; Институт философии РАН. — 448 с. 2016. — С. 261—266.
- Региональная политика России как инструмент становления глобальной державы // Регионы мира: Проблемы истории, культуры и политики.. — Н. Новгород: ННГУ, 2016. — 311 с. — С. 7-14.
- К истории российско-конголезских отношений в период 2000—2013 гг. // Вестник Нижегородского университета им. Н. И. Лобачевского. 2017. — № 6. — С. 34-38. (соавтор: Нгомо Лухуоло Г. Ж.)
- К вопросу о международной напряжённости в рамках «Франсафрик» // Молодой ученый.. № 43. 2017. — С. 222—225. (соавтор: Нгомо Лухуоло Г. Ж.)
- Динамика экономического сотрудничества Турции с Германией в период правления Партии Справедливости и Развития // Вестник Нижегородского университета им. Н. И. Лобачевского. 2017. — № 4. — С. 16-24. (соавтор: Аюпова Н. И.)
- Issues of Ethno-Political Mobilization of National and Cultural Unions of Russia: Example of the Nizhny Novgorod Region // Espacios. 2017. — № 38 (44). — P. 27. (соавторы: Baluev D.G., Ryzhov I.V., Belashchenko D.A., Grachev S.I., Kapterev S.E., Rykhtik M.I.)
- Научно-образовательный фонд «Нораванк» опубликовал монографию по вопросам стратегического анализа // НАИРИ. Альманах. Сборник материалов об Армении и армянской диаспоре. — Нижний Новгород: ИМОМИ ННГУ, Областная общественная организация «Нижегородская армянская община». 2017. — № 7. — С. 192—194.
- Разнообразие внешнеполитических концепций стран постсоветского пространства: семантические ряды // Регион и мир. 2017. — № 1. Т. VIII. — С. 29-33.
- Переписка архиереев Русской Зарубежной Церкви по вопросам пастырского окормления прихода перемещенных лиц Майнлейз // XXVII Ежегодная богословская конференция Православного Свято-Тихоновского гуманитарного университета: Материалы.. М.: Изд-во ПСТГУ, 2017. — 376 с. — С. 157—165.
- Наставления о смирении в трудах Анании Нарекаци и Григора Нарекаци: значение для информационного общества // Международная научная конференция. 300 лет Российской и Ново-Нахичеванской епархии ААЦ. Исторический путь и современность. 1717—2017. Тезисы. 15-16 сентября 2017 г. — Москва: Центр арменоведения епархии, 2017. — 54 с. — С. 48.
- Ближневосточный план Pax Russiana и перспективы регионального анализа // Регионы мира: проблемы истории, культуры и политики. Сборник статей. Международная научная конференция 9-10 ноября 2016 г./ Под ред. Корнилова А. А. и др.. Нижний Новгород, 2017. — 450 с. — С. 13-21.
- Проблемы радикализации в молодежной среде Великобритании и возможности их решения // Противодействие идеологии экстремизма и терроризма в молодежной среде (отечественный и зарубежный опыт). Материалы межрегиональной научно-практической конференции с международным участием. Южно-Российский институт управления — филиал ФГБОУ ВО «Российская академия народного хозяйства и государственной службы при Президенте Российской Федерации». 21 апреля 2016 года. — Ростов-на-Дону: Изд-во ЮРИУ РАНХиГС, 2017. — 359 с. — С. 165—171.
- Пастырская деятельность протоиерея Адриана Рымаренко в оккупированном Киеве (1941—1943 гг.) // Государство, общество, церковь в истории России XX—XXI веков. Материалы XVI Международной научной конференции, Иваново, 5-6 апреля 2017 г. Часть 1.. Иваново: Ивановский государственный университет, 2017. — 492 с. — С. 5-9.
- * Развитие политики Франции на Ближнем Востоке и в южном Средиземноморье: опыт президента Ш. де Голля и президентов-неоголлистов // Вестник Нижегородского университета им. Н. И. Лобачевского. 2018. — № 5. — С. 9-16. (соавтор: Афоньшина А. И.)
- Драматичная, трагическая и спасительная история Русской Церкви в новом учебном пособии ПСТГУ. — Рец. на кн.: Кострюков А. А. Лекции по истории Русской Церкви (1917—2008). — М.: Изд-во ПСТГУ, 2018. — 336 с. // Вестник ПСТГУ. Серия 2: История. История Русской Православной Церкви. 2018. — № 85. — С. 153—157.
- Союз для Средиземноморья: масштабные планы и сложная политическая реальность // Вестник Омского университета. Серия: Исторические науки. 2018. — № 1. — С. 199—203. (соавтор: Афоньшина А. И.)
- Основные направления деятельности дипломатии ФРГ в отношении Республики Армения // Регион и мир. 2018. — № 1. — С. 13-17. (соавтор: Корнилова К. А.)
- Армянская Апостольская Церковь (ААЦ) / Нижегородская область // Православная энциклопедия. Том 49: Непеин — Никодим (Латышев). — М.: Церковно-научный центр «Православная энциклопедия», 2018. — С. 294—295, 297—298.
- Наставления о смирении в трудах Анании Нарекаци и Григора Нарекаци: значение для информационного общества // 300 лет Российской и Ново-Нахичеванской епархии Армянской Апостольской Церкви. Исторический путь и современность, 1717—2017: материалы международной научной конференции (Москва, 15-16 сентября 2017 г.) / рук. проекта архиепископ Е. Нерсесян; отв. ред. Б. Зулумян.. — М.: Ключ-С, 2018. — 400 с. ил. — С. 353—361.
- Сохранение идентичности российских армян: приоритетные проекты // Армянская диаспора Российской Федерации. Международная научная конференция. Сборник докладов. — Ереван: Издательство Ереванского государственного университета, 2018. — 425 с. — С. 32-39.
- Организация и деятельность Северо-Германской администратуры РПЦЗ в период правления епископа Нафанаила (Львова), 1945—1946 гг. // XXVIII Ежегодная богословская конференция Православного Свято-Тихоновского гуманитарного университета: Материалы. — М.: Изд-во ПСТГУ, 2018. — 376 с. — С. 179—182.
- Экспертный дискурс Республики Армения по вопросам армяно-российских отношений: приоритетные направления // Армяне Юга России: история, культура, общее будущее. Материалы III Международной научной конференции г. Ростов-на-Дону 30-31 мая 2018 г.. Отв. ред. академик Г. Г. Матишов. — Ростов н/Д: Изд-во ЮНЦ РАН, 2018. — 226 с. — ISBN 978-5-4358-0169-9.. — С. 119—122.
- Сложные вопросы советско-турецких отношений в дипломатических контактах 1945 года // Кавказ в геополитических интересах региональных и мировых держав. Ростов-на-Дону: ДГТУ-Принт, 2018. 327 с. — С. 176—186. (соавторы: Сафарян Р. А.)
- Гибкость и прагматизм: региональная политика России в поисках идентичности и союзников // Регионы мира: проблемы истории, культуры и политики. Н.Новгород: Вып.2. Сборник статей. Под ред. А. А. Корнилова и др. — Н. Новгород, 2018. — 142 с. — С. 80-86.
- Рецензия. The Water, Energy, and Food Security Nexus in the Arab Region / Ed. by K. Amer, Z. Adeel, B. Böer, W. Saleh. Springer International Publishing AG, 2017. 239 p. // Вестник Российского университета дружбы народов. Серия: Международные отношения. 2019. — № 3. V. 19. — P. 515—517.
- Религиозные настроения послевоенной русской эмиграции в «Докладной записке» 1950 г. профессора И. П. Четверикова // Интеллигенция и мир. 2019. — № 3. — С. 18-29.
- Эволюция и основные этапы контртеррористической политики Великобритании (2005—2017 гг.) // Вестник Нижегородского университета им. Н. И. Лобачевского. 2019. — № 3. — С. 23-29. (соавтор: Шоджонов И. Ф.)
- Голлизм и неоголлизм: преемственность и динамика внешнеполитической стратегии Франции // Вестник Российского университета дружбы народов. Серия: Международные отношения. № 2. 2019. — Т. 19. — С. 256—263. (соавтор: Афоньшина А. И.)
- Деятельность епископа Афанасия (Мартоса) во главе Северогерманского викариатства (1946—1950 гг.) // Вестник ПСТГУ. Серия 2: История. История Русской Православной Церкви. 2019. — № 87. — С. 108—123. (соавтор: Кинстлер А. В.)
- Своеобразие дипломатии Константинопольской Церкви в отношениях с Русской Православной Церковью в ХХ столетии // Христианское чтение. 2019. — № 2. — С. 205—210.
- «Организация Исламского сотрудничества» и выработка международной позиции мусульманской уммы // Ислам в современном мире: внутригосударственный и международно-политический аспекты. № 1. Т. 15. 2019. — С. 185—197. (соавтор: Ахмедова Ф. М.)
- Стратегические альянсы и региональные союзы во внешнеполитических идеях премьер-министров Израиля Давида Бен-Гуриона и Биньямина Нетаньяху // Регион и мир. 2019. — № 1. — С. 23-27.
- Эволюция французского законодательства в сфере иммиграции (2003—2016 гг.) // Вестник Нижегородского университета им. Н. И. Лобачевского.2019. — № 2. — С. 9-17. (соавтор: Ашмарина А. А.)
- Исламская молодежь Великобритании перед угрозой международного терроризма: идейные и организационно-структурные особенности // Социально-политические и историко-культурные аспекты современной геополитической ситуации. Материалы III международной научно-практической конференции и круглого стола. Москва. Издательство «Перо», 2019. — С. 144—149. (соавтор: Шоджонов И. Ф.)
- Приходы перемещенных лиц «Большого Мюнхена» в период управления ими митрополитом Серафимом (Ляде) (1945—1950 гг.) // XXIX Ежегодная богословская конференция Православного Свято-Тихоновского гуманитарного университета: Материалы. — М.: Изд-во ПСТГУ, 2019. — 272 с. — С. 102—108.
- Опыт экспертно-аналитической деятельности М. Казем-Бека и ее значение для подготовки современных российских востоковедов // Казембековские чтения: материалы Междунар. науч.-образ. конф. Махачкала, 26-27 февраля 2019 г. / отв. ред. А. М. Абдулатипова; ДГИ; СПбГУ. — Махачкала: Дагест. гуманитар. ин-т. 2019. — С. 45-50.
- Развитие зарубежного регионоведения в ИМОМИ ННГУ: основные направления // Регионы мира: проблемы истории, культуры и политики. Выпуск 3. Сборник статей / Сост. и гл. ред. А. А. Корнилов, отв. ред. А. А. Сорокин. — Н. Новгород: Нижний Новгород: ННГУ им. Н. И. Лобачевского, 2019. — 243 с. — С. 137—143.
- Россия и северный фронт Израиля: новые грани асимметричного конфликта // Via in tempore. История. Политология. № 4. Т. 4. 2020. — С. 885—893. (соавтор: Рыжов И. В., Ермаков А. А.)
- Деятельность Епископского совета по решению проблем Германской епархии РПЦЗ (1948—1950 гг.) // Вестник ПСТГУ. Серия 2: История. История Русской Православной Церкви. 2020. — Вып. 96. — С. 118—130.
- Педагог С. Н. Боголюбов и его заметки о работе приходских школ Русской зарубежной церкви в штатах Нью-Йорк и Пенсильвания (1962—1968 гг.) // Интеллигенция и мир. 2020. — № 3. — С. 115—128.
- Book review: Mattheis, F., Raineri, L. & Russo, A. (2019). Fringe Regionalism. When Peripheries Become Regions. Palgrave Macmillan, 105 p. // Вестник Российского университета дружбы народов. Серия: Международные отношения. 2020. — № 3. V. 20. — P. 648—651.
- Дебаты в комитете по иностранным делам британского парламента по вопросам ближневосточной политики (2010—2015 гг.) // Вестник Нижегородского университета им. Н. И. Лобачевского. 2020. — № 2. — С. 34-42. (соавтор: Лобанова Н. С.)
- Служил ли протоиерей Евгений Лызлов в Даугавпилсе? // Православие в Балтии. Научно-аналитический журнал. Рига: Институт философии и социологии Латвийского университета. 2020. — № 9 (18). — С. 93-99.
- Innovations of the Middle Eastern Strategy of the Prime Minister Benjamin Netanyahu of Israel, 2009—2013 // Регион и мир. 2020. — № 1. — V. XI. — P. 5-9.
- Приоритеты армянской дипломатии в официальных выступлениях министра иностранных дел Зограба Мнацаканяна // Регионы мира: проблемы истории, культуры и политики: Сборник статей. Вып. 4 / Сост. и гл. ред. А. А. Корнилов, отв. ред. А. А. Сорокин.. Н.Новгород: Нижний Новгород: ННГУ им. Н. И. Лобачевского, 210 с. 2020. — С. 147—151.
- Рецензия на книгу Петров И. В. Меж двух зол. Православное духовенство на временно оккупированной территории РСФСР в 1941—1944 гг. Москва : Посев, 2021. 744 с. : ил. // Вестник Свято-Филаретовского института. 2021. — № 40. — С. 270—276.
- «Тюремное служение» имамов Духовного управления мусульман Нижегородской области в 2007—2021 гг. // Minbar. Islamic Studies. 2021. — № 4. — Т. 14. — С. 796—818. (соавтор: Орехов А. А.)
- Политические дискуссии 2013 года в комитете по иностранным делам Британского Парламента по вопросу ядерной проблемы Ирана // NAUCHNYI DIALOG. № 5. 2021. — С. 384—398. (соавтор: Лобанова Н. С.)
- Конкурсы чтецов корана в Нижегородской области: анализ практик консолидации уммы. // Ислам в современном мире: внутригосударственный и международно-политический аспекты. 2021. — № 2. Т. 17. — С. 119—140. (соавторы: Ахмедова Ф. М., Орехов А. А.)
- Retired Israeli Prime Minister David Ben Gurion and His Views on the Negev Region Development // Регион и мир. 2021. — № 1. — V. XII. — P. 5-10.
- Стратегии национальной безопасности Республики Армения 2007 и 2020 гг.: сравнительный анализ основных положений. // Регионы мира: проблемы истории, культуры и политики: Сборник научных статей. Вып. 5 / Сост. и гл. ред. А. А. Корнилов, отв. ред. А. А. Сорокин. — Нижний Новгород:. Н.Новгород: ННГУ им. Н. И. Лобачевского, 2021. — 200 с. — С. 139—144.
- Египетско-израильская «Война на изнурение» 1969—1970 гг. в воспоминаниях офицера советской ПВО // Вестник Нижегородского университета им. Н. И. Лобачевского. 2022. — № 5. — С. 25-34.
- Основные направления развития отношений Иорданского Хашимитского Королевства и России (2000—2020 гг.) // Вестник Нижегородского университета им. Н. И. Лобачевского. 2022. — № 4. — С. 25-33. (соавтор: Кашенина Г. В.)
- Россия и независимость Финляндии: 1899—1920 гг. Сборник документов: в 3 т. / Отв. сост. М. В. Зеленов. М.: Политическая энциклопедия, 2021 // Исторический архив. 2022. — № 2. — С. 234—237. (соавтор: Сорокин А. А.)
- Обсуждение актуальных вопросов арменоведения в ННГУ им. Н. И. Лобачевского // Регион и мир. 2022. — № 1. Т. 13. — С. 169—171. (соавтор: Сафарян Р. А.)
- Обсуждение палестино-израильского конфликта в комитете Британского Парламента по иностранным делам (2014 г) // NAUCHNYI DIALOG. 2022. — № 11. Т. 2. — С. 437—462. (соавторы: Жерновая О. Р., Лобанова Н. С.)
- Внешнеполитические приоритеты премьер-министра Государства Израиль Нафтали Беннета и министра иностранных дел Яира Лапида // Регионы мира: проблемы истории, культуры и политики. Н.Новгород: Вып. 6. / сост. и гл. ред. А. А. Корнилов, отв. ред. А. А. Сорокин. — Новгород: ННГУ им. Н. И. Лобачевского. 2022. — С. 170—177.
- Трансформация политики безопасности Государства Израиль: новые тренды на фоне традиционных приоритетов // Вестник Тамбовского университета. Серия: Гуманитарные науки. 2023. - № 4 (205). Т. 28.  — С. 1024—1036. (Рыжов И. В.)
- Проблемы трансформации мусульманских сообществ Нижегородской области в 1930—2010-х гг. // Вестник Нижегородского университета им. Н. И. Лобачевского.  2023. - № 2. — С. 31-38. (соавтор: Орехов А. А.)
- Британский парламент как центр выработки внешнеполитических решений в период сирийского кризиса (2011—2015 годы) // NAUCHNYI DIALOG. 2023. - № 2. Т. 12. — С. 363—384. (соавтор: Лобанова Н. С., Егоров А. И.)
- Top National Security Advisers and Ministers of Prime Minister Netanyahu of Israel: The Case of 2009 Appointments // Регионы мира: проблемы истории, культуры и политики. Н.Новгород: Вып. 7 / сост. и гл. ред. А. А. Корнилов, отв. ред. А. А. Сорокин. — Нижний Новгород: ННГУ им. Н. И. Лобачевского, 2023. — 296 с. — P. 153—161.
- Растущие риски и возможности для национальной безопасности спустя два года после подписания «Соглашений Авраама»: взгляд из Израиля // Израиль в борьбе: грани противоречий в политике, экономике, обществе : [сборник статей по материалам II Международной израилеведческой научной конференции «Чтения им. А. Е. Бовина», Москва, 24-26 октября 2022 г.] / отв. ред. Д. А. Марьясис [и др.]; науч. ред. Е. Э. Носенко-Штейн ; Ин-т востоковедения Рос. акад. наук.. М.: Москва : ИВ РАН. — 2023. — 446 с. — С. 173—184.

## Публицистика
- Корнилов А. А. Самонаписанные иконы. Великим постом на Афоне // Россия в красках, 26.03.2013.
- Корнилов А. А. «Господи, хорошо нам здесь быть!» О паломничестве трех нижегородцев на Святую Землю // Официальный сайт Императорского Православного Палестинского Общества, 20.04.2008.
- Корнилов А. А. Паломничество членов Нижегородского отделения ИППО по Святой земле Армении // Официальный сайт Императорского Православного Палестинского Общества.